# Pandolfaccio Malatesta
Pour les articles homonymes, voir Malatesta et Pandolf.
Pandolfo IV Malatesta, surnommé Pandolfaccio (déformation péjorative de son nom signifiant « méchant Pandolphe ») (juillet 1475 - juin 1534) fut un condottiere italien, seigneur de Rimini et d'autres villes de Romagne, membre de la maison de Malatesta, qui a joué un rôle mineur dans les guerres d'Italie. 

## Biographie
Pandolfo est le fils de Roberto Malatesta, il devint capitaine-général de la république de Venise à la mort de son père en 1482. Quatre ans plus tard, le roi Alphonse II de Naples le fit chevalier.
En 1495, il participe à la bataille de Fornoue pour Venise, puis assiège la garnison française de Novara.
La violence et les meurtres de Pandolfo lui attirèrent la haine de ses sujets. En 1497, une tentative de viol sur une jeune fille déclencha une révolte à Rimini, révolte qu'il étouffa grâce à l'intervention de l'armée vénitienne. En 1498, il échappa à un complot.
En 1500, César Borgia envahit les territoires de Pandolfo, et le pape Alexandre VI, père de César, l'excommunia. Abandonné de ses sujets, Pandolfo fut contraint d'abandonner Rimini pour la somme de 2 900 ducats, et il vécut à Venise les années suivantes. À la mort du pape, la position des Borgia étant affaiblie, il profita de la maladie de César pour attaquer Rimini en 1503, mais sans succès. En 1509, il combattit à la bataille d'Agnadel, et, après la défaite vénitienne, il fit soumission à l'Empereur. Il assiégea Padoue, mais se vit contraint de se retirer dans son fief de Cittadella, qui lui fut reconnu officiellement en 1512. Plus tard il vint vivre à Venise.
En 1522, Pandolfo, avec son fils Sigismondo, récupéra Rimini, mais brièvement. Puis, en 1527, après le Sac de Rome et la capture du pape Clément VII, les deux Malatesta entrèrent dans la ville berceau de la famille, mais les troupes pontificales les en délogèrent.
Pandolfaccio Malatesta passa ses dernières années à Ferrare, sous la protection d'Alphonse d'Este. C'est pourtant à Rome qu'il mourut en 1534. Il fut enseveli dans la basilique Sainte-Marie-du-Trastevere.

## Sources
- (it) Notice biographique de Pandolfo Malatesta.